# Брокгаузен
Брокгаузен (нем. von Brockhausen) — дворянский род.
Член Рижского магистрата Георг Готфрид Брокгаузен 29.2.1748 года был возведен в дворянское Священной Римской Империи достоинство.
По чину корнета Фёдора Фёдоровича фон Брокгаузена, «из курляндского шляхетства, уроженца местечка Талсы», род фон Брокгаузенов в 1857 году был внесен во II часть дворянской родословной книги Полтавской губернии.

## Известные представители
- Брокгаузен, Вильгельм фон